# زبيدة سلطان
زبيدة سلطان (بالتركية: Zübeyde Sultan)‏ هي ابنة السلطان العثماني أحمد الثالث. وُلدت في 29 مارس 1728 في إسطنبول، وتوفيت في 4 يونيو 1756 في إسطنبول.